# Bahnhof Ishikari-Numata
Der Bahnhof Ishikari-Numata (jap. 石狩沼田駅, Ishikari-Numata-eki) ist ein Bahnhof auf der japanischen Insel Hokkaidō. Er befindet sich in der Unterpräfektur Sorachi auf dem Gebiet der Stadt Numata.

## Verbindungen

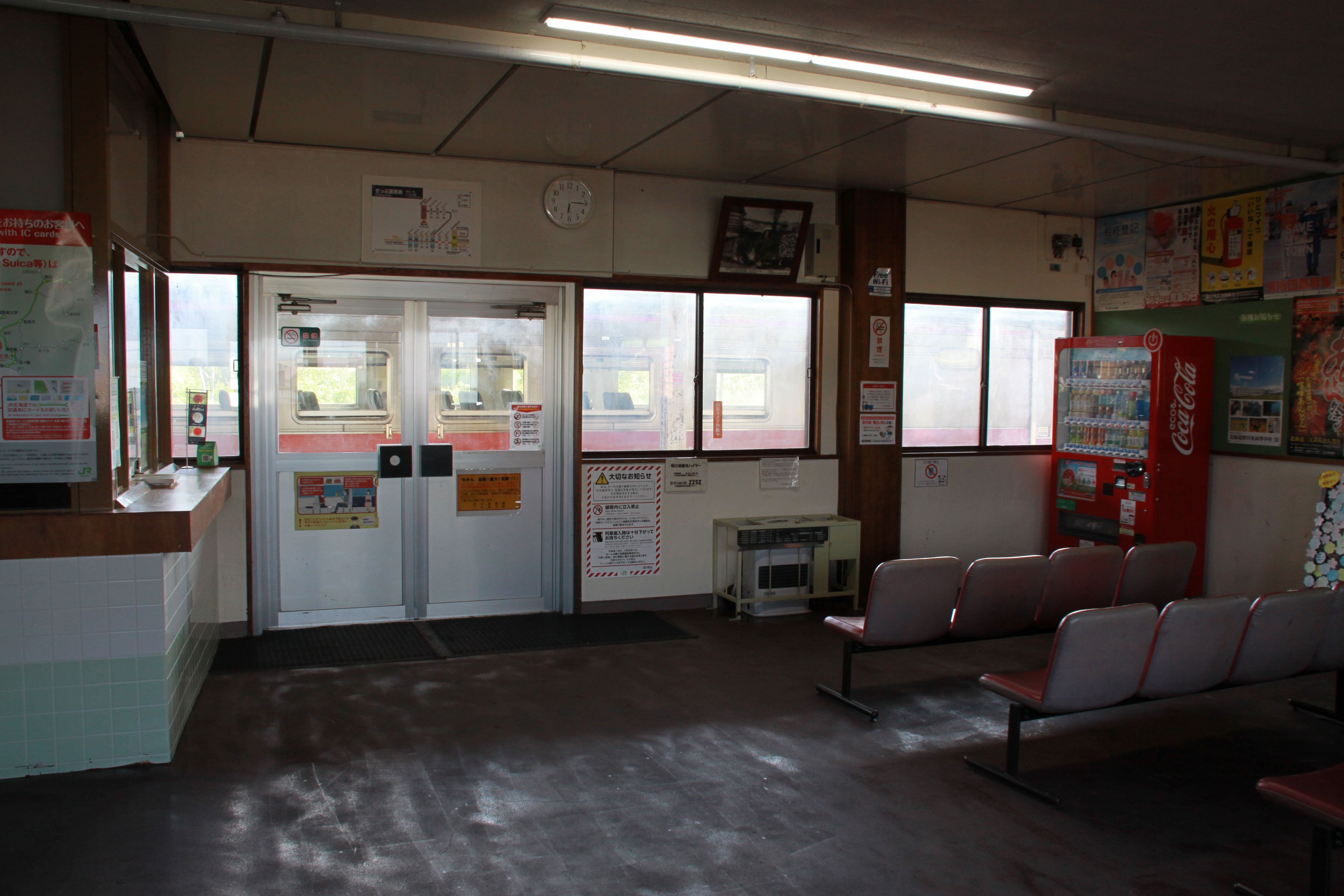
Im Wartesaal (August 2024)

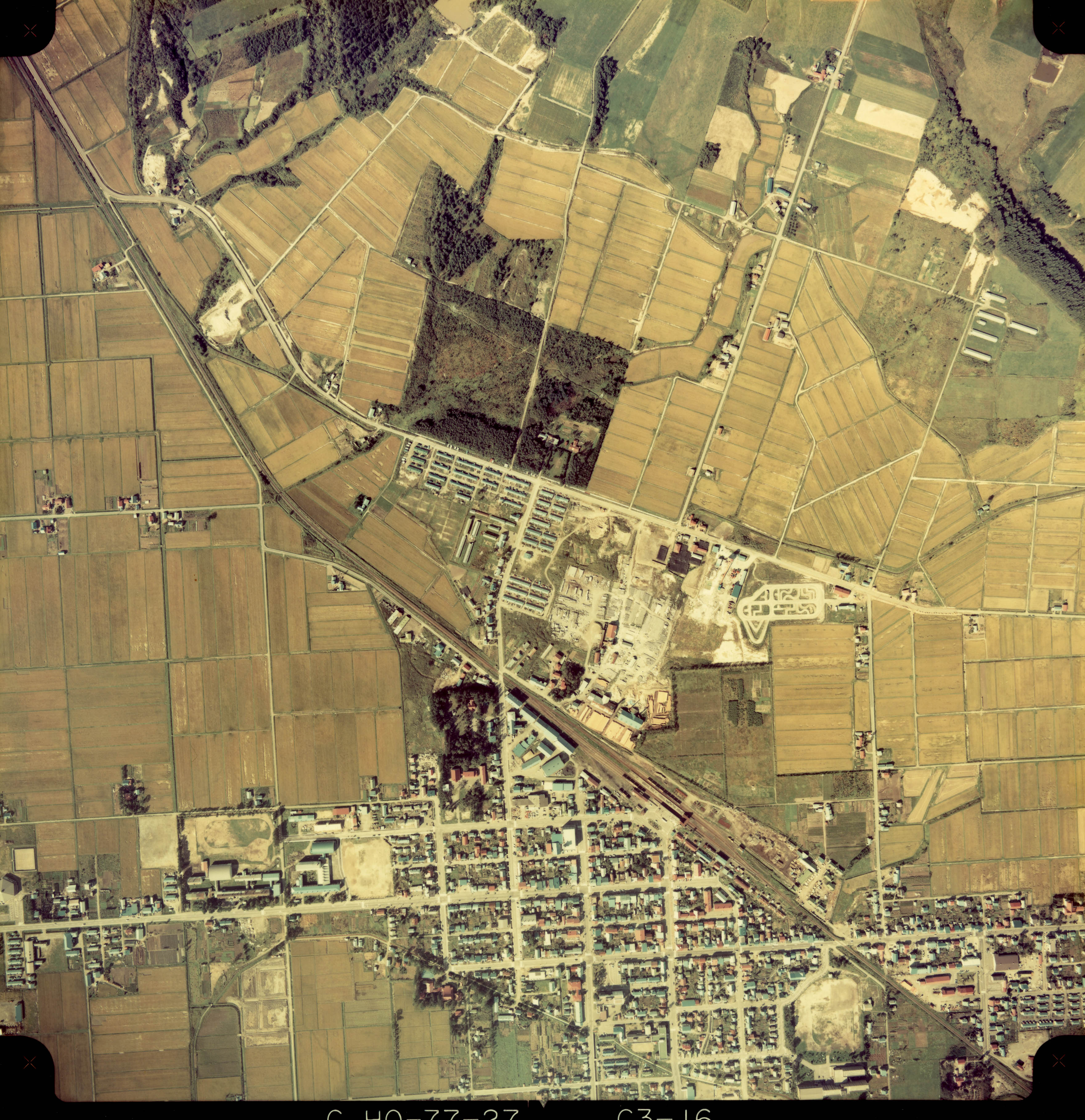
Luftansicht (1977)

Ishikari-Numata ist ein Endbahnhof und früherer Trennungsbahnhof an der von Fukagawa bis hierhin führenden Rumoi-Hauptlinie, die von der Gesellschaft JR Hokkaido betrieben wird. Täglich verkehren sieben Regionalzüge. Auf dem Bahnhofsvorplatz befindet sich eine Bushaltestelle, die von mehreren Linien der Stadtbusbetriebe Numata und der Gesellschaft Sorachi Chūō Bus bedient wird.

## Anlage
Ursprünglich als Trennungsbahnhof errichtet, besitzt der Bahnhof Ishikari-Numata aufgrund des stark gesunkenen Verkehrsaufkommens nur noch ein Gleis. Die zwei übrigen Gleise sind entfernt worden, der dazugehörende unüberdachte Mittelbahnsteig wird nicht mehr genutzt und verfällt. Das Empfangsgebäude befindet sich auf der Südseite der Anlage.

## Geschichte
Das Eisenbahnamt (das spätere Eisenbahnministerium) eröffnete am 23. Oktober 1910 den ersten Abschnitt der Rumoi-Hauptlinie zwischen Fukagawa und Rumoi. Der gleichzeitig in Betrieb genommene Bahnhof hieß zunächst Numata (沼田), seinen heutigen Namen erhielt er am 25. April 1924. Mit der Eröffnung des ersten Teilstücks der Sasshō-Linie nach Shin-Totsukawa wurde Ishikari-Numata am 10. Oktober 1931 zu einem Knotenpunkt, vier Jahre später war die durchgehende Verbindung nach Sōen fertiggestellt.
Zur Unterstützung der Rationierungsmaßnahmen während des Pazifikkriegs erklärte das Eisenbahnministerium den Abschnitt zwischen Ishikari-Numata und Ishikari-Oiwake zur „nicht-dringlichen Strecke“ und legte ihn am 21. Juni 1944 vorübergehend still. Nach über zwölf Jahren machte die Japanische Staatsbahn diese Maßnahme am 16. November 1956 wieder rückgängig. Dennoch hatte der nördlichste Teil der Sasshō-Linie nicht mehr lange Bestand: Die Staatsbahn legte ihn am 19. Juni 1972 endgültig still und baute die Trasse später zurück. Aus Kostengründen stellte die Staatsbahn am 15. November 1982 den Güterumschlag ein, am 1. Februar 1984 auch die Gepäckaufgabe. Im Rahmen der Staatsbahnprivatisierung ging der Bahnhof am 1. April 1987 in den Besitz von JR Hokkaido über. Diese legte am 31. März 2023 den von Ishikari-Numata nach Rumoi führenden Abschnitt der Rumoi-Hauptlinie still.